# Alfred Schmidt (Maler, 1858)

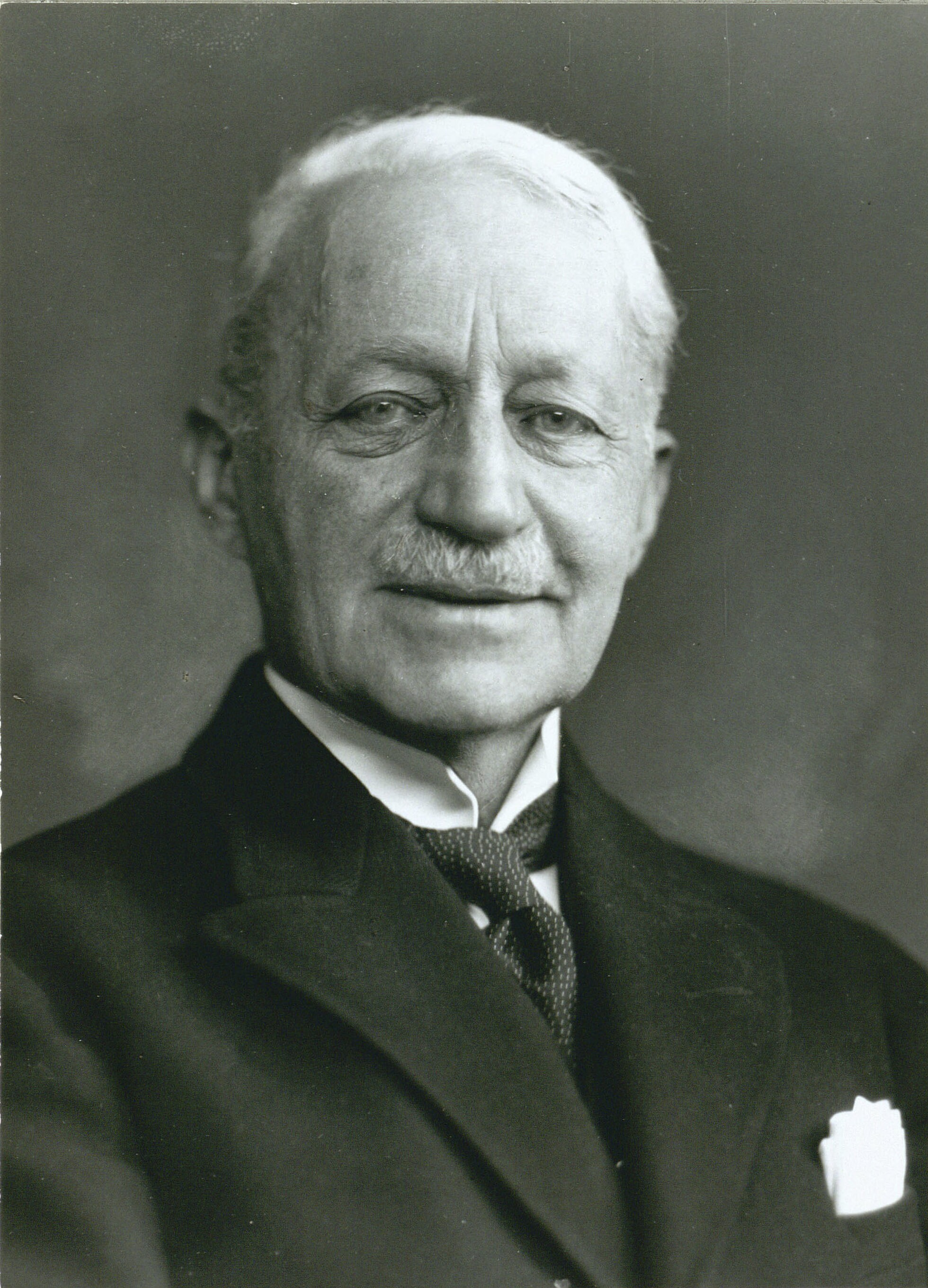
Alfred Schmidt (ca. 1930)

Alfred Michael Roedsted Schmidt (* 3. Mai 1858 in Horsens; † 4. April 1938 in Hellerup) war ein dänischer Zeichner, Karikaturist und Maler.
Schon als Kind zeigte sich bei Alfred Schmidt ein Talent zum Zeichnen, und sein Vater schickte ihn daraufhin im Alter von 15 Jahren zum Zeichenunterricht bei dem Maler Frederik Ferdinand Helsted. Von 1874 bis 1882 besuchte er die Königlich Dänische Kunstakademie, unter seinen Lehrern waren Julius Exner und Jørgen Roed. Für Carl Thomsen war er als Malerlehrling tätig. Roed empfahl ihm, nicht als Maler zu arbeiten, sondern als Zeichner. In den 1870er Jahren begann er, Beiträge für satirische Zeitschriften zu schaffen.
1880 bekam Schmidt eine feste Anstellung bei der dänischen Satirezeitschrift Punch (nicht identisch mit der englischen Punch), als Nachfolger des Zeichners Hans Tegner. Seine dortigen Karikaturen waren nicht signiert, aber er gab sie 1895 in Buchform als Alfred Schmidt Album heraus. Er lieferte Zeichnungen an die Münchener Zeitung Fliegende Blätter, für die unter anderen Wilhelm Busch arbeitete. Gemälde sind von ihm nur wenige überliefert, aber er zeichnete Buchumschläge und -illustrationen sowie Postkarten. Er war ein Liebhaber von Dackeln, die häufig auf seinen Zeichnungen auftauchen.
Schmidt fand zu seinem typischen Stil aus Naturalismus und Jugendstil, nachdem er ab 1889 begonnen hatte, für die Zeitschrift Blæksprutten (Krake) zu zeichnen und ab 1899 für das Wochenblatt Klods-Hans, das er mitbegründete und deren Chefredakteur er wurde. Er entfaltete einen großen Einfallsreichtum bei der satirischen und humorvollen Betrachtung von Politik, Gesellschaft und Kultur seiner Zeit, in der „gutmütigen, etwas naiven Form des dänischen Humors“. Eines seiner bevorzugten „Opfer“ war der dänische Premierminister Jens Christian Christensen.

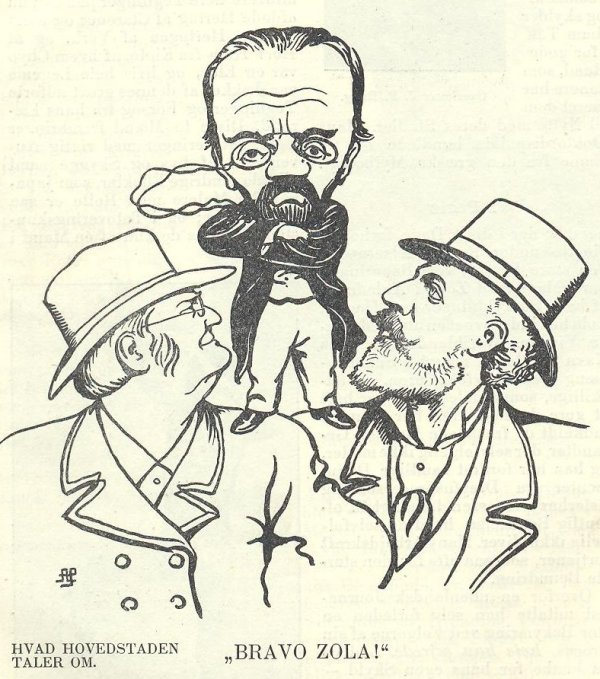
Bravo Zola! (1898)
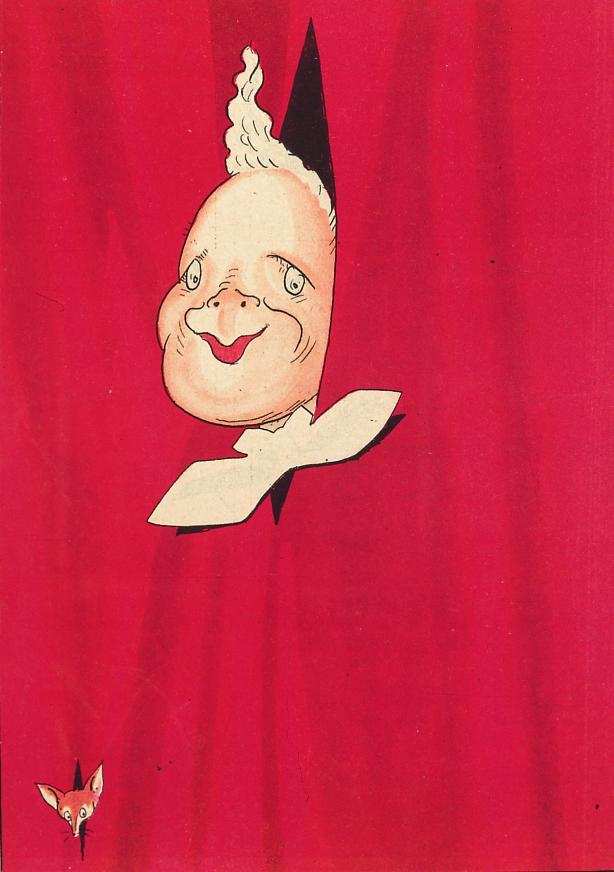
Karikatur des dänischen Premiers Jens Christian Christensen
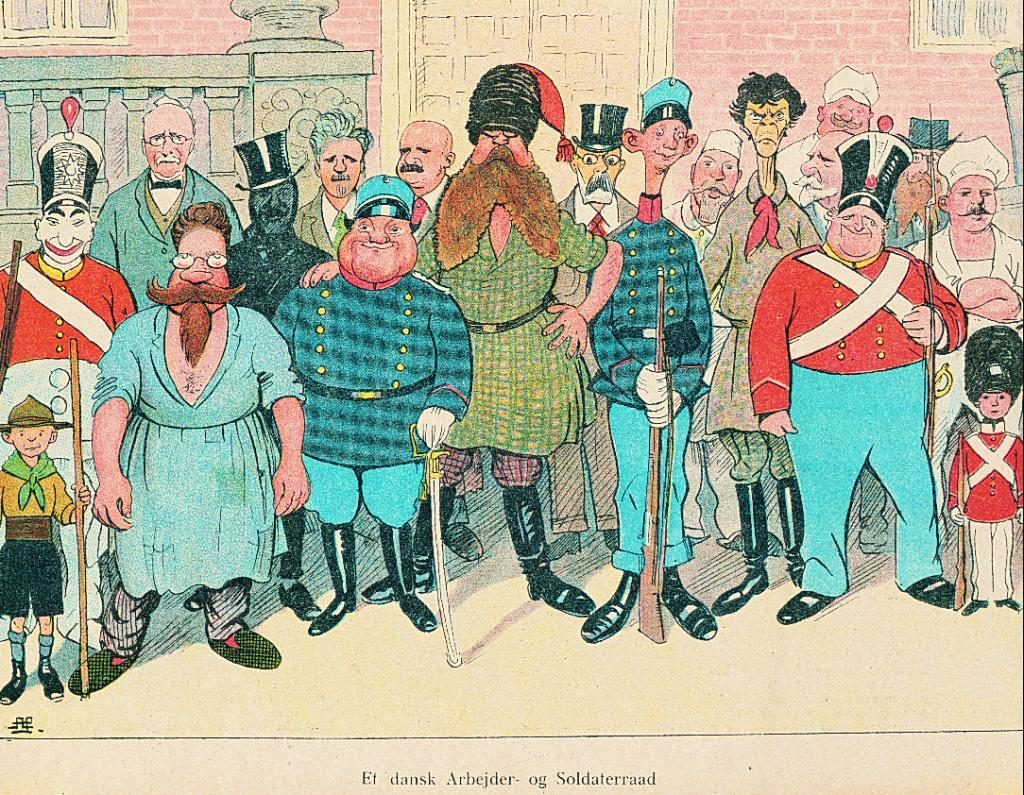
Arbeiter- und Soldatenrat (1917)
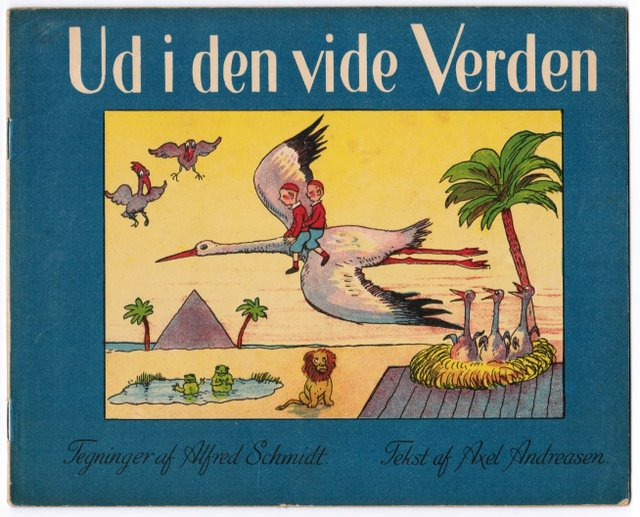
Umschlag eines dänischen Kinderbuches
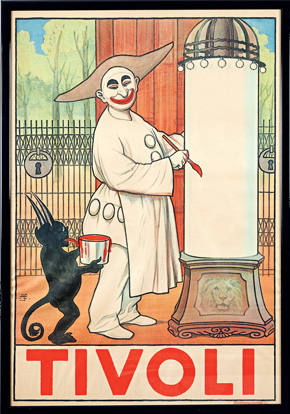
Werbeplakat für das Kopenhagener Tivoli